# Червоний змій
Червоний змій (рос. Красный змей); (англ. Red Serpent) — бойовик 2003 року.

## Сюжет
Стів Ніколс приїжджає до Москви укласти контракт. Стів не підозрює, що повинен стати прикриттям для транспортування наркотиків, що поставляються місцевим бандитом на прізвисько «Червоний змій». І його особиста згода — всього лише технічне питання. Єдиною надією для комерсанта, що опинився в пастці, стає колишній офіцер ФСБ Сергій Попов, у якого зі Змієм старі рахунки.

## У ролях
- Майкл Паре — Стів Ніколс
- Рой Шайдер — Хассан
- Олег Тактаров — Сергій
- Ірина Апексимова — Айгуль
- Джон Мастандо — Наварро
- Олександр Невський — Петро (Термінатор)
- Ігнат Акрачков
- Анна Арцібашева — Кейт Ніколс